# Philippe Tesnière
Philippe Tesnière (* 1. Februar 1955 in Ernée; † 8. Dezember 1987 ebenda) war ein französischer Radrennfahrer.

## Sportliche Laufbahn
1978, in seinem ersten Jahr als Profi, startete Tesnière, „einer der charmantesten Jungen im Peloton“, erstmals bei der Tour de France. Er belegte in der Gesamtwertung den letzten Platz und war somit Träger der sogenannten Lanterne Rouge. Die dadurch gewonnene Popularität brachte ihm einige gutdotierte Starts bei folgenden Kriterien ein. Im Jahr darauf nahm er erneut an der Tour teil und lag nach der 20. Etappe wieder auf dem letzten Platz in der Gesamtwertung. Gleichzeitig führte er in der Punktewertung für die Zwischensprints, und sein Ehrgeiz war es, als Letzter diese Wertung ebenfalls zu gewinnen. Er befürchtete, der Österreicher Gerhard Schönbacher würde an seiner statt auf den letzten Platz zurückfallen. Die 21. Etappe war ein Einzelzeitfahren, und Tesnière fuhr absichtlich langsam, um den letzten Platz zu behalten. Sieger des Zeitfahrens wurde Bernard Hinault mit einer Zeit von 1 Stunde, 8 Minuten und 53 Sekunden für 48,8 Kilometer. Tesnière benötigte 1 Stunde, 23 Minuten und 32 Sekunden; damit war er der Langsamste, aber auch 20 Prozent langsamer als Hinault. Damit hatte er die Karenzzeit überschritten und wurde aus dem Rennen genommen. Sein Teamleiter Raphaël Géminiani versuchte vergeblich, diesen Ausschluss zu verhindern mit dem Argument, Hinault sei „unsinnig schnell“ gefahren.
1979 wurde das Fiat-Team aufgelöst, und Tesnière war ohne Vertrag. Schließlich bekam er die Chance, für das Team Les amis du Tour zu fahren, das für Fahrer ohne Vertrag gebildet worden war. Für die Tour 1980 ging dieses Team mit Boston-Mavic zusammen, und der Mannschaftsleiter Robert Lauwers versprach Tesnière einen Vertrag, falls er bei der Tour etwas Besonderes vollbringe. Auf der ersten Etappe zwischen Frankfurt und Wiesbaden machte Tesnière einen Ausreißversuch über 100 Kilometer, konnte zwar die Führung nicht bis ins Ziel behaupten, aber ausreichend Punkte für die Bergwertung sammeln, in der er zwei Etappen lang führte. Auf der dritten Etappe kollidierte er mit einem Zuschauer und musste das Rennen beenden, bekam aber trotzdem den versprochenen Vertrag. 1981 wurde er 120. und Vorletzter der Tour. Als Boston sich Ende 1981 auflöste, beendete Tesnière seine Profilaufbahn, fuhr aber bis 1985 weiterhin Rennen als Amateur.
1987 wurde bei Philippe Tesnière Krebs diagnostiziert, an dem er im Dezember des Jahres im Alter von 32 Jahren starb.

## Erfolge
1981
- eine Etappe Tour d’Indre-et-Loire

## Grand-Tour-Platzierungen
| Grand Tour         | 1978 | 1979 | 1980 | 1981 |
| ------------------ | ---- | ---- | ---- | ---- |
| Tour de FranceTour | 78   | DNF  | DNF  | 120  |